# میکون
شهر میکون (به روسی: Микунь) در کشور روسیه و در جمهوری کومی واقع شده‌است.